# プレシェヴォ・メドヴェジャ・ブヤノヴァツ解放軍
プレシェヴォ・メドヴェジャ・ブヤノヴァツ解放軍（シェヴォ・メドヴェジャ・ブヤノヴァツかいほうぐん、アルバニア語:Ushtria Çlirimtare e Preshevës, Medvegjës dhe Bujanocit; UÇPMB）は、ユーゴスラビア連邦共和国のセルビア共和国から、プレシェヴォ（Preševo）、ブヤノヴァツ（Bujanovac）、メドヴェジャ（Medveđa）の3自治体を分離し、将来的に独立国となったコソボへと統合することを目的としたゲリラ組織である。3つの自治体は、コソボ域外のセルビア本国において、民族的にアルバニア人の住民の多い地域である。UÇPMBの制服や紋章、行動や戦略は、1999年に解体されたコソボ解放軍と同一のものであった。UÇPMBは1999年から2001年まで活動を続けた。
1999年にコソボ紛争が終結すると、国際連合のUNMIK統治下となったコソボと、それ以外のセルビア本国との間に幅5キロメートルの地上安全地帯（Ground Safety Zone; GSZ）が設定された。ユーゴスラビア連邦軍はこの地域の警備を禁じられ、軽武装の警察部隊のみとされた。この地上安全地帯にはアルバニア人の村ドブロシン（Dobrosin）は含まれていたが、プレシェヴォは含まれていなかった。
コソボ解放軍の元成員たちは、直ちにこの安全地帯に基地を作り、セルビアの警察は待ち伏せ攻撃を受けて地域の警備は不可能となった。攻撃は、セルビア人のみならず、コソボ解放軍と対立するアルバニア人の政治家にも向けられ、スロボダン・ミロシェヴィッチ率いるセルビア社会党のブヤノヴァツ支部の副支部長であったゼマリ・ムスタフィ（Zemail Mustafi）の暗殺などが引き起こされた。
1999年6月21日から2000年11月12日までの間に、294回の攻撃が記録され、うち246回はブヤノヴァツで、44回はメドヴェジャで、6回はプレシェヴォで引き起こされた。攻撃によって14人が殺害され（うち6人は民間人、8人は警官）、37人が負傷（2人の国連職員、3人の民間人、34人の警官）、5人の民間人が拉致された。この攻撃では、UÇPMBはアサルトライフル、機関銃、迫撃砲などのほか、RPG、手榴弾、対戦車地雷、対人地雷も用いられた
地域の情勢が統制不能となっているとみた北大西洋条約機構（NATO）は、ユーゴスラビア連邦軍に対して、地上安全地帯への再進駐を2001年5月24日に認め、また同時にUÇPMBにはKFORへの投降を呼びかけた。KFORは、武器を回収し成員の名前を控えた後に釈放することを約束した。
450人を超えるUÇPMBの成員がKFORによる「検査と釈放」の施策の恩恵を受けた。その中にはUÇPMBの指揮官であったシェフケト・ムスリウ（Shefket Musliu）もおり、5月26日の深夜にKFORに投降している。